# Tilly de Garmo
Tilly de Garmo, auch Tilly Jansen, später Mathilde Zweig (geboren als Mathilde Klara Jonas am 3. April 1888 in Dresden; gestorben am 21. März 1990 in Hollywood) war eine deutsch-US-amerikanische Opernsängerin im Stimmfach Sopran und Gesangslehrerin.

## Leben

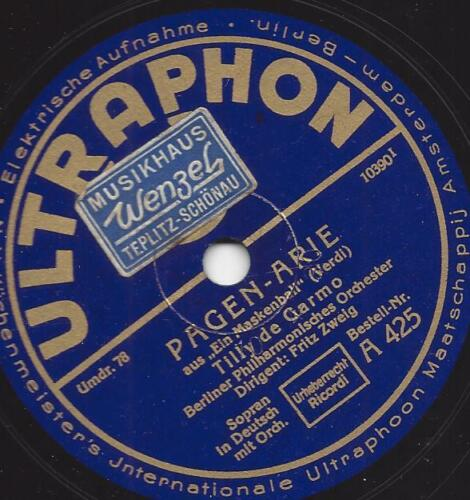
Tilly de Garmo mit dem Berliner Philharmonischen Orchester, Dirigent ihr Ehemann Fritz Zweig; aufgenommen im Oktober 1929

Tilly de Garmo stammte aus einer jüdischen Familie, ihr Vater war der Kaufmann Georg(e) Jonas (* 1856 Breslau; † 1906 Berlin), die Mutter Martha Jonas, geb. Lohnstein (* 1862 Berlin; † 1940 Paris). Anfang der 1890er Jahre zog die Familie nach Berlin. Dort studierte Tilly von September 1907 bis August 1910 am Stern’schen Konservatorium Gesang bei Sergei Klibansky, 1920/21 vervollkommnete sie ihre Ausbildung bei dem renommierten Gesangslehrer Curt Hoche (1872–1934) in Wiesbaden. Ein erster öffentlicher Auftritt lässt sich im Juni 1910 in einem philharmonischen Konzert in Aachen nachweisen: Tilly Jonas singt 6 Lieder von Richard Strauss. Ihr erstes Bühnenengagement hatte sie im Herbst 1911 am Stadttheater Lübeck als Tilly Jansen. 1913 wechselte sie an das Stadttheater von Hamburg. Dort heiratete sie im Mai 1914 den US-amerikanischen Bariton Henry Leonard Mayhew (Künstlername Harry de Garmo, * 1887 Merchantville, New Jersey; † 1919 Wiesbaden). Sie erhielt dadurch die amerikanische Staatsbürgerschaft. 1916 wechselte sie für eine Spielzeit an das Stadttheater Essen und zog sich anschließend von der Bühne zurück, um sich der Erziehung des gemeinsamen Sohnes Ralph Mayhew de Garmo (* 1916 Wiesbaden; † 1989 Los Angeles) zu widmen. Im April 1919 starb ihr Mann im Alter von 32 Jahren an den Folgen einer infizierten Schutzimpfung. De Garmo studierte ab Januar 1920 nochmals eineinhalb Jahre bei dem Gesangslehrer ihres Mannes, Curt Hoche, und nahm ihre künstlerische Tätigkeit – nun unter dem Namen Tilly de Garmo – 1921 am Stadttheater Elberfeld wieder auf. Von 1923 bis 1926 war sie am Neuen Deutschen Theater in Prag engagiert. Tilly de Garmo heiratete dort im Juli 1924 den Dirigenten Fritz Zweig (1893–1984), den sie aus ihrer gemeinsamen Tätigkeit am Stadttheater Elberfeld kannte. In Prag sang Tilly de Garmo 1924 im Rahmen eines IGNM-Festes die Uraufführung der Sieben Lieder mit Kammerorchester von Viktor Ullmann, das Sopransolo in der  Uraufführung der Lyrischen  Symphonie von Alexander von Zemlinsky sowie 1925 Teile aus Alban Bergs Wozzeck als Prager Erstaufführung. Im September 1926 wechselte sie an die Staatsoper Berlin. Hier wirkte sie 1928 an der Uraufführung der Oper Der singende Teufel von Franz Schreker mit. Daneben hatte de Garmo verschiedene Gastengagements in Dresden, Frankfurt am Main, auf den anderen Opernbühnen Berlins und trat regelmäßig im Rundfunk auf. In der Funk-Stunde Berlin sang sie 1928 die Titelpartie in der Uraufführung der Oper Die schöne Lau von Julia Kerr, der ersten Oper, die in Deutschland im Rundfunk uraufgeführt wurde.
Nach der Machtübergabe an die Nationalsozialisten erhielten u. a. Zweig und de Garmo zum 1. Juni 1933 eine Kündigung von der Staatsoper; de Garmo war eine der vier Gesangssolisten, die eine Abfindung erhielten. Im selben Jahr emigrierten die Zweigs nach Paris. Sie schlug sich fortan als Konzertsopranistin und Gesangslehrerin durch, und beide wechselten zwischen Paris und Prag. Nach Ausbruch des Zweiten Weltkriegs gelang ihnen im Juni 1940 die Flucht aus Frankreich in die USA nach Hollywood. Das Ehepaar Zweig-de Garmo führte dort etwa 20 Jahre lang ein Studio zur Ausbildung junger Sänger. Tilly de Garmo unterrichtete zusätzlich Anfang der 1950er Jahre an der von Emigranten gegründeten Music Academy of the West in Santa Barbara, eine ihrer Schülerinnen war Karan Armstrong.

## Tondokumente
Von Tilly de Gramo gibt es sehr wenige Schallplatten:
- 2 Arien des Cherubino aus Le nozze di Figaro (Electrola, November 1926)
- Quartett aus La Bohème mit Felicie Hüni-Mihacsek, Helge Rosvaenge und Theodor Scheidl (Deutsche Grammophon, Juli 1928)
- Rheintöchterterzett aus dem 3. Akt Götterdämmerung, mit Rudolf Laubenthal, Elfriede Marherr und Lydia Kindermann (Electrola, September 1928)
- Der Freischütz (Kurzoper). Partie des Ännchen (Deutsche Grammophon, Dezember 1928)
- Zar und Zimmermann (Kurzoper). Partie der Marie (Deutsche Grammophon, Frühjahr 1929)
- Hänsel und Gretel (Kurzoper). Partie der Gretel (Deutsche Grammophon, September 1929)
- 2 Pagenarien aus Les Huguenots und Un ballo in maschera (Ultraphon, Oktober 1929).[11]